# Montferrand-le-Château
Montferrand-le-Château település Franciaországban, Doubs megyében. Lakosainak száma 2191 fő (2022. január 1.). Montferrand-le-Château Rancenay, Avanne-Aveney, Grandfontaine és Thoraise községekkel határos.

## Népesség
A település népességének változása:
| Lakosok száma | 974  | 1612 | 1724 | 2160 | 2159 | 2086 | 2161 | 2180 | 2190 | 2191 |
|               | 1968 | 1982 | 1990 | 2006 | 2013 | 2015 | 2017 | 2019 | 2020 | 2022 |